# Jazzrausch Bigband
Die Jazzrausch Bigband ist eine häufig zwanzigköpfige Big Band aus München, die seit 2014 genreübergreifend Musik aufführt.

## Geschichte
Roman Sladek gründete mit weiteren Studenten der Hochschule für Musik und Theater München die Formation im März 2014 als Hausband der Konzertreihe „Jazzrausch“ im Münchner Club Rausch & Töchter. Nachdem dieser Club schließen musste, übersiedelte die Gruppe in den Technoclub Harry Klein, wo sie als Resident Bigband fungierte. Damit ist sie die weltweit erste Bigband, die als Hausband in einem Techno-Club spielt. Die Gruppe interpretierte genreübergreifend nicht nur akustischen Techno (auch auf der Grundlage von Star-Trek-Melodien und Werken von Anton Bruckner), sondern näherte sich in anderen Programmen dem Hip-Hop und dem Soul an. In den Arrangements mancher neuerer Programme ist auch „eine Portion Basie, überhaupt eine Menge Swing“ im Stil der 1930er bis 50er Jahre enthalten, sodass man auch an Kurt Edelhagen und Max Greger erinnert wird.
Gespielt werden vor allem Kompositionen und Arrangements von Leonhard Kuhn, vereinzelt Kompositionen des Bassisten Maximilian Hirning. Die Titel des fünften Albums The Mirror Suite stammen von Christian Elsässer und adaptieren House Music.
Die Großformation hat (nach Angaben des Labels Act) jährlich 120 Auftritte und konzertierte u. a. im New Yorker Lincoln Center, in der Philharmonie München und auf internationalen Festivals. 2017 erhielt Roman Sladek mit der Jazzrausch Bigband den BMW Welt Young Artist Jazz Award.

## Diskografie
- 2015: Prague Calling (Jazzrausch)

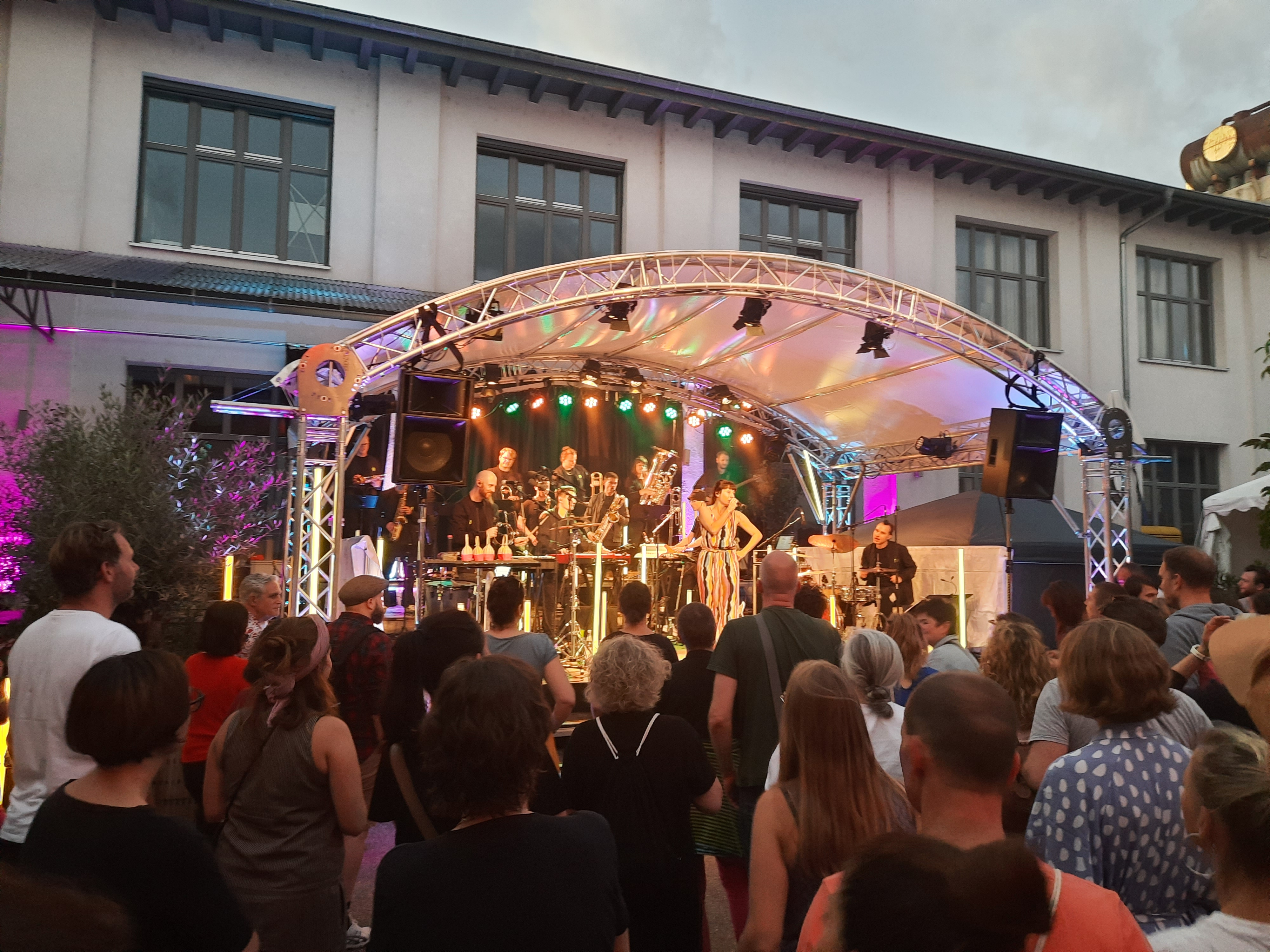
Fiva und eine (verkleinerte) Jazzrausch Bigband beim Konstanzer Kultursommer 2021

- 2016: Fiva x JR BB: Keine Angst vor Legenden (Kopfhörer/Groove Attack)
- 2016: Bruckners Breakdown (Jazzrausch)
- 2017: Sara Lugo & Jazzrausch Bigband: Swing Ting (Oneness)
- 2017: Moebius Strip (Kryptox; EP)
- 2018: Jazzrausch Bigband, Christian Elsässer, Matthias Schriefl, Moritz Stahl The Mirror Suite (Jazzrausch)
- 2018: Dancing Wittgenstein (wiederveröffentlicht bei ACT, 2019)
- 2019: Still! Still! Still! (ACT)
- 2020: Beethoven’s Breakdown (ACT, mit Nils Landgren)
- 2021: téchne (ACT, mit Nils Landgren, Viktoria Tolstoy, Kalle Kalima, Wolfgang Haffner, Nesrine, Jelena Kuljić)
- 2022: Emergenz (ACT)
- 2022: Alle Jahre wieder! (ACT)[3]
- 2023: Mahler’s Breakdown (ACT)[5]
- 2024: Bangers Only! (ACT)[6]